# Tirachoidea inversa
Tirachoidea inversa är en insektsart som först beskrevs av Brunner von Wattenwyl 1907.  Tirachoidea inversa ingår i släktet Tirachoidea och familjen Phasmatidae. Inga underarter finns listade i Catalogue of Life.